# Premio César per il miglior film
Il premio César per il miglior film (César du meilleur film) è un premio cinematografico assegnato annualmente dall'Académie des arts et techniques du cinéma a partire dal 1976 al miglior film di produzione francese uscito nelle sale cinematografiche nel corso dell'anno precedente.

## Albo d'oro
I vincitori sono indicati in grassetto, a seguire gli altri candidati.

### Anni 1976-1979
- 1976: Frau Marlene (Le vieux fusil), regia di Robert Enrico
  - I baroni della medicina (Sept morts sur ordonnance), regia di Jacques Rouffio
  - Che la festa cominci... (Que la fête commence), regia di Bertrand Tavernier
  - Cugino, cugina (Cousin, cousine), regia di Jean-Charles Tacchella
- 1977: Mr. Klein (Monsieur Klein), regia di Joseph Losey
  - Barocco, regia di André Téchiné
  - Il giudice e l'assassino (Le juge et l'assassin), regia di Bertrand Tavernier
  - La Meilleure Façon de marcher, regia di Claude Miller
- 1978: Providence, regia di Alain Resnais
  - Andremo tutti in paradiso (Nous irons tous au paradis), regia di Yves Robert
  - La merlettaia (La dentellière), regia di Claude Goretta
  - L'uomo del fiume (Le crabe tambour), regia di Pierre Schoendoerffer
- 1979: I soldi degli altri (L'argent des autres), regia di Christian de Chalonge
  - Una donna semplice (Une histoire simple), regia di Claude Sautet
  - Dossier 51 (Le dossier 51), regia di Michel Deville
  - Molière, regia di Ariane Mnouchkine

### Anni 1980-1989
- 1980: Tess, regia di Roman Polański
  - Chiaro di donna (Clair de femme), regia di Costa-Gavras
  - Don Giovanni, regia di Joseph Losey
  - I... come Icaro (I... comme Icare), regia di Henri Verneuil
- 1981: L'ultimo metrò (Le dernier métro), regia di François Truffaut
  - Loulou, regia di Maurice Pialat
  - Mio zio d'America (Mon oncle d'Amérique), regia di Alain Resnais
  - Si salvi chi può (la vita) (Sauve qui peut (la vie)), regia di Jean-Luc Godard
- 1982: La guerra del fuoco (La guerre du feu), regia di Jean-Jacques Annaud
  - Bolero (Les uns et les autres), regia di Claude Lelouch
  - Colpo di spugna (Coup de torchon), regia di Bertrand Tavernier
  - Guardato a vista  (Garde à vue), regia di Claude Miller
- 1983: La spiata (La balance), regia di Bob Swaim
  - Una camera in città (Une chambre en ville), regia di Jacques Demy
  - Danton, regia di Andrzej Wajda
  - Passion, regia di Jean-Luc Godard
- 1984: Ballando ballando (Le bal), regia di Ettore Scola
  - Ai nostri amori (À nos amours), regia di Maurice Pialat
  - Ciao amico (Tchao Pantin), regia di Claude Berri
  - L'estate assassina (L'été meurtrier), regia di Jean Becker
  - Prestami il rossetto (Coup de foudre), regia di Diane Kurys
- 1985: Il commissadro (Les ripoux), regia di Claude Zidi
  - L'amour à mort (L'amour à mort), regia di Alain Resnais
  - Carmen, regia di Francesco Rosi
  - Una domenica in campagna (Un dimanche à la campagne), regia di Bertrand Tavernier
  - Le notti della luna piena (Les nuits de la pleine lune), regia di Éric Rohmer
- 1986: Tre uomini e una culla (Trois hommes et un couffin), regia di Coline Serreau
  - L'Effrontée - Sarà perché ti amo? (L'Effrontée), regia di Claude Miller
  - Pericolo nella dimora (Péril en la demeure), regia di Michel Deville
  - Senza tetto né legge (Sans toit ni loi), regia di Agnès Varda
  - Subway, regia di Luc Besson
- 1987: Thérèse, regia di Alain Cavalier
  - Betty Blue (37°2 le matin), regia di Jean-Jacques Beineix
  - Jean de Florette, regia di Claude Berri
  - Lui portava i tacchi a spillo (Tenue de soirée), regia di Bertrand Blier
  - Mélo, regia di Alain Resnais
- 1988: Arrivederci ragazzi (Au revoir les enfants), regia di Louis Malle
  - Les Innocents, regia di André Téchiné
  - Innocenza e malizia (Le grand chemin), regia di Jean-Loup Hubert
  - Sotto il sole di Satana (Sous le soleil de Satan), regia di Maurice Pialat
  - Tandem, regia di Patrice Leconte
- 1989: Camille Claudel, regia di Bruno Nuytten
  - Le Grand Bleu, regia di Luc Besson
  - La lettrice (La lectrice), regia di Michel Deville
  - L'orso (L'ours), regia di Jean-Jacques Annaud
  - La vita è un lungo fiume tranquillo (La vie est un long fleuve tranquille), regia di Étienne Chatiliez

### Anni 1990-1999
- 1990: Troppo bella per te! (Trop belle pour toi), regia di Bertrand Blier
  - L'insolito caso di Mr. Hire (Monsieur Hire), regia di Patrice Leconte
  - Notturno indiano (Nocturne indien), regia di Alain Corneau
  - Un mondo senza pietà (Un monde sans pitié), regia di Éric Rochant
  - La vita e niente altro ( La Vie et rien d'autre), regia di Bertrand Tavernier
- 1991: Cyrano de Bergerac, regia di Jean-Paul Rappeneau
  - Il marito della parrucchiera (Le Mari de la coiffeuse), regia di Patrice Leconte
  - Nikita, regia di Luc Besson
  - Le Petit Criminel, regia di Jacques Doillon
  - Uranus, regia di Claude Berri
- 1992: Tutte le mattine del mondo (Tous les matins du monde), regia di Alain Corneau
  - La bella scontrosa (La Belle Noiseuse), regia di Jacques Rivette
  - Merci la vie - Grazie alla vita (Merci la vie), regia di Bertrand Blier
  - Urga - Territorio d'amore (Urga), regia di Nikita Sergeevič Michalkov
  - Van Gogh, regia di Maurice Pialat
- 1993: Notti selvagge (Les nuits fauves), regia di Cyril Collard
  - La crisi! (La Crise), regia di Coline Serreau
  - Un cuore in inverno (Un cœur en hiver), regia di Claude Sautet
  - Indocina (Indochine), regia di Régis Wargnier
  - Legge 627 (L.627), regia di Bertrand Tavernier
  - Le petit prince a dit, regia di Christine Pascal
- 1994: Smoking/No Smoking, regia di Alain Resnais
  - Germinal, regia di Claude Berri
  - Ma saison préférée, regia di André Téchiné
  - Tre colori - Film blu (Trois couleurs: Bleu), regia di Krzysztof Kieślowski
  - I visitatori (Les Visiteurs), regia di Jean-Marie Poiré
- 1995: L'età acerba (Les Roseaux sauvages), regia di André Téchiné
  - Le Fils préféré - Ospiti pericolosi (Le Fils préféré), regia di Nicole Garcia
  - Léon, regia di Luc Besson
  - La Regina Margot (La Reine Margot), regia di Patrice Chéreau
  - Tre colori - Film rosso (Trois couleurs: Rouge), regia di Krzysztof Kieślowski
- 1996: L'odio (La Haine), regia di Mathieu Kassovitz
  - Il buio nella mente (La Cérémonie), regia di Claude Chabrol
  - La felicità è dietro l'angolo (Le bonheur est dans le pré), regia di Étienne Chatiliez
  - Nelly e Mr. Arnaud (Nelly et Monsieur Arnaud), regia di Claude Sautet
  - Peccato che sia femmina (Gazon maudit), regia di Josiane Balasko
  - L'ussaro sul tetto (Le Hussard sur le toit), regia di Jean-Paul Rappeneau
- 1997: Ridicule, regia di Patrice Leconte
  - Aria di famiglia (Un air de famille), regia di Cédric Klapisch
  - Capitan Conan (Capitaine Conan), regia di Bertrand Tavernier
  - Di giorno e di notte (Pédale douce), regia di Gabriel Aghion
  - Microcosmos - Il popolo dell'erba (Microcosmos), regia di Claude Nuridsany e Marie Pérennou
  - Les Voleurs, regia di André Téchiné
- 1998: Parole, parole, parole... (On connaît la chanson), regia di Alain Resnais
  - Il cavaliere di Lagardère (Le Bossu), regia di Philippe de Broca
  - Marius e Jeannette (Marius et Jeannette), regia di Robert Guédiguian
  - Il quinto elemento (Le Cinquième Élément), regia di Luc Besson
  - Western - Alla ricerca della donna ideale (Western), regia di Manuel Poirier
- 1999: La vita sognata degli angeli (La Vie rêvée des anges), regia di Érick Zonca
  - La cena dei cretini (Le Dîner de cons), regia di Francis Veber
  - Ceux qui m'aiment prendront le train, regia di Patrice Chéreau
  - Place Vendôme, regia di Nicole Garcia
  - Taxxi (Taxi), regia di Gérard Pirès

### Anni 2000-2009
- 2000: Sciampiste & Co. (Vénus beauté (Institut)), regia di Tonie Marshall
  - Est-ovest - Amore-libertà (Est-Ouest), regia di Régis Wargnier
  - Giovanna d'Arco (Jeanne d'Arc), regia di Luc Besson
  - La ragazza sul ponte (La fille sur le pont), regia di Patrice Leconte
  - I ragazzi del Marais (Les enfants du marais), regia di Jean Becker
- 2001: Il gusto degli altri (Le goût des autres), regia di Agnès Jaoui
  - Un affare di gusto (Une affaire de goût), regia di Bernard Rapp
  - Les Blessures assassines, regia di Jean-Pierre Denis
  - Harry, un amico vero (Harry, un ami qui vous veut du bien), regia di Dominik Moll
  - Saint-Cyr, regia di Patricia Mazuy
- 2002: Il favoloso mondo di Amélie (Le fabuleux destin d'Amélie Poulain), regia di Jean-Pierre Jeunet
  - La chambre des officiers, regia di François Dupeyron
  - Chaos, regia di Coline Serreau
  - Sotto la sabbia (Sous le sable), regia di François Ozon
  - Sulle mie labbra (Sur mes lèvres), regia di Jacques Audiard
- 2003: Il pianista (The Pianist), regia di Roman Polański
  - 8 donne e un mistero (8 Femmes), regia di François Ozon
  - Amen. (Amen), regia di Costa-Gavras
  - L'appartamento spagnolo (L'auberge espagnole), regia di Cédric Klapisch
  - Essere e avere (Être et avoir), regia di Nicolas Philibert
- 2004: Le invasioni barbariche (Les invasions barbares), regia di Denys Arcand
  - Appuntamento a Belleville (Les triplettes de Belleville), regia di Sylvain Chomet
  - Bon Voyage, regia di Jean-Paul Rappeneau
  - Mai sulla bocca (Pas sur la bouche), regia di Alain Resnais
  - I sentimenti (Les sentiments), regia di Noémie Lvovsky
- 2005: La schivata (L'esquive), regia di Abdellatif Kechiche
  - 36 Quai des Orfèvres, regia di Olivier Marchal
  - Les choristes - I ragazzi del coro (Les choristes), regia di Christophe Barratier
  - Una lunga domenica di passioni (Un long dimanche de fiançailles), regia di Jean-Pierre Jeunet
  - I re e la regina (Rois et reine), regia di Arnaud Desplechin
- 2006: Tutti i battiti del mio cuore (De battre mon cœur s'est arrêté), regia di Jacques Audiard
  - L'Enfant - Una storia d'amore (L'Enfant), regia di Jean-Pierre e Luc Dardenne
  - Joyeux Noël - Una verità dimenticata dalla storia (Joyeux Noël), regia di Christian Carion
  - Le Petit Lieutenant, regia di Xavier Beauvois
  - Vai e vivrai (Va, vis et deviens), regia di Radu Mihăileanu
- 2007: Lady Chatterley, regia di Pascal Ferran
  - Days of Glory (Indigènes), regia di Rachid Bouchareb
  - Je vais bien, ne t'en fais pas, regia di Philippe Lioret
  - Non dirlo a nessuno (Ne le dis à personne), regia di Guillaume Canet
  - Quand j'étais chanteur, regia di Xavier Giannoli
- 2008: Cous cous (La graine et le mulet), regia di Abdellatif Kechiche
  - Persepolis, regia di Vincent Paronnaud e Marjane Satrapi
  - Lo scafandro e la farfalla (Le Scaphandre et le Papillon), regia di Julian Schnabel
  - Un secret, regia di Claude Miller
  - La Vie en rose (La Môme), regia di Olivier Dahan
- 2009: Séraphine, regia di Martin Provost
  - La classe - Entre les murs (Entre les murs), regia di Laurent Cantet
  - Nemico pubblico N. 1 - L'istinto di morte (Mesrine: L'instinct de mort) / Nemico pubblico N. 1 - L'ora della fuga (Mesrine: L'ennemi public n° 1), regia di Jean-François Richet
  - Parigi (Paris), regia di Cédric Klapisch
  - Le Premier Jour du reste de ta vie, regia di Rémi Bezançon
  - Racconto di Natale (Un conte de Noël), regia di Arnaud Desplechin
  - Ti amerò sempre (Il y a longtemps que je t'aime), regia di Philippe Claudel

### Anni 2010-2019
- 2010: Il profeta (Un prophète), regia di Jacques Audiard
  - À l'origine, regia di Xavier Giannoli
  - Il concerto (Le Concert), regia di Radu Mihăileanu
  - Gli amori folli (Les Herbes folles), regia di Alain Resnais
  - La journée de la jupe, regia di Jean-Paul Lilienfeld
  - Rapt, regia di Lucas Belvaux
  - Welcome, regia di Philippe Lioret
- 2011: Uomini di Dio (Des hommes et des dieux), regia di Xavier Beauvois
  - Gainsbourg (vie héroïque), regia di Joann Sfar
  - Mammuth, regia di Gustave de Kervern e Benoît Delépine
  - Le Nom des gens, regia di Michel Leclerc
  - Tournée, regia di Mathieu Amalric
  - Il truffacuori (L'Arnacoeur), regia di Pascal Chaumeil
  - L'uomo nell'ombra (The Ghost Writer), regia di Roman Polański
- 2012: The Artist, regia di Michel Hazanavicius
  - La guerra è dichiarata (La guerre est déclarée), regia di Valérie Donzelli
  - Il ministro - L'esercizio dello Stato (L'Exercice de l'État), regia di Pierre Schoeller
  - Miracolo a Le Havre (Le Havre), regia di Aki Kaurismäki
  - Pater, regia di Alain Cavalier
  - Polisse, regia di Maïwenn
  - Quasi amici - Intouchables (Intouchables), regia di Éric Toledano e Olivier Nakache
- 2013: Amour, regia di Michael Haneke
  - Addio mia regina (Les Adieux à la Reine), regia di Benoît Jacquot
  - Camille redouble, regia di Noémie Lvovsky
  - Cena tra amici (Le Prénom), regia di Matthieu Delaporte e Alexandre de La Patellière
  - Holy Motors, regia di Leos Carax
  - Nella casa (Dans la maison), regia di François Ozon
  - Un sapore di ruggine e ossa (De rouille et d'os), regia di Jacques Audiard
- 2014: Tutto sua madre (Les Garçons et Guillaume, à table!), regia di Guillaume Gallienne
  - 9 mois ferme, regia di Albert Dupontel
  - Jimmy P. (Jimmy P. (Psychotherapy of a Plains Indian)), regia di Arnaud Desplechin
  - Il passato (Le Passé), regia di Asghar Farhadi
  - Lo sconosciuto del lago (L'Inconnu du lac), regia di Alain Guiraudie
  - Venere in pelliccia (La Vénus à la fourrure), regia di Roman Polański
  - La vita di Adele (La Vie d'Adèle - Chapitres 1 & 2), regia di Abdellatif Kechiche
- 2015: Timbuktu, regia di Abderrahmane Sissako
  - Eastern Boys, regia di Robin Campillo
  - La famiglia Bélier (La Famille Bélier), regia di Éric Lartigau
  - The Fighters - Addestramento di vita (Les Combattants), regia di Thomas Cailley
  - Ippocrate (Hippocrate), regia di Thomas Lilti
  - Saint Laurent, regia di Bertrand Bonello
  - Sils Maria, regia di Olivier Assayas
- 2016: Fatima, regia di Philippe Faucon
  - A testa alta (La tête haute), regia di Emmanuelle Bercot
  - Dheepan - Una nuova vita (Dheepan), regia di Jacques Audiard
  - La legge del mercato (La loi du marché) , regia di Stéphane Brizé
  - Marguerite, regia di Xavier Giannoli
  - I miei giorni più belli (Trois souvenirs de ma jeunesse), regia di Arnaud Desplechin
  - Mon roi - Il mio re (Mon roi), regia di Maïwenn
  - Mustang, regia di Deniz Gamze Ergüven
- 2017: Elle, regia di Paul Verhoeven
  - Agnus Dei (Les Innocentes), regia di Anne Fontaine
  - Divines, regia di Houda Benyamina
  - Frantz, regia di François Ozon
  - Ma Loute, regia di Bruno Dumont
  - Mal di pietre (Mal de pierres), regia di Nicole Garcia
  - Tutti gli uomini di Victoria (Victoria), regia di Justine Triet
- 2018: 120 battiti al minuto (120 battements par minute), regia di Robin Campillo
  - Ci rivediamo lassù (Au revoir là-haut), regia di Albert Dupontel
  - Barbara, regia di Mathieu Amalric
  - C'est la vie - Prendila come viene (Le Sens de la fête), regia di Éric Toledano e Olivier Nakache
  - Patients, regia di Grand Corps Malade
  - Petit paysan - Un eroe singolare (Petit paysan), regia di Hubert Charuel
  - Quasi nemici - L'importante è avere ragione (Le Brio), regia di Yvan Attal
- 2019: L'affido - Una storia di violenza (Jusqu'à la garde), regia di Xavier Legrand
  - 7 uomini a mollo (Le Grand Bain), regia di Gilles Lellouche
  - La douleur, regia di Emmanuel Finkiel
  - I fratelli Sisters (The Sisters Brothers), regia di Jacques Audiard
  - Guy, regia di Alex Lutz
  - In mani sicure - Pupille (Pupille), regia di Jeann Herry
  - Pallottole in libertà (En liberté!), regia di Pierre Salvadori

### Anni 2020-2029
- 2020: I miserabili (Les Misérables), regia di Ladj Ly
  - La belle époque, regia di Nicolas Bedos
  - Grazie a Dio (Grâce à Dieu), regia di François Ozon
  - Ritratto della giovane in fiamme (Portrait de la jeune fille en feu), regia di Céline Sciamma
  - Roubaix, una luce nell'ombra (Roubaix, une lumière), regia di Arnaud Desplechin
  - The Specials - Fuori dal comune (Hors normes), regia di Olivier Nakache e Éric Toledano e Olivier Nakache
  - L'ufficiale e la spia (J'accuse), regia di Roman Polański
- 2021: Adieu les cons, regia di Albert Dupontel
  - Adolescentes, regia di Sébastien Lifshitz
  - Les choses qu'on dit, les choses qu'on fait, regia di Emmanuel Mouret
  - Estate '85 (Été 85 ), regia di François Ozon
  - Io, lui, lei e l'asino (Antoinette dans les Cévennes), regia di Caroline Vignal
- 2022: Illusioni perdute (Illusions perdues), regia di Xavier Giannoli
  - Aline - La voce dell'amore (Aline), regia di Valérie Lemercier
  - Annette, regia di Leos Carax
  - BAC Nord, regia di Cédric Jimenez
  - Onoda - 10.000 notti nella giungla (Onoda, 10 000 nuits dans la jungle), regia di Arthur Harari
  - Parigi, tutto in una notte (La Fracture), regia di Catherine Corsini
  - La scelta di Anne - L'Événement (L'Événement), regia di Audrey Diwan
- 2023: La notte del 12 (La Nuit du 12), regia di Dominik Moll
  - Forever Young - Les Amandiers (Les Amandiers), regia di Valeria Bruni Tedeschi
  - L'innocente (L'Innocent), regia di Louis Garrel
  - Pacifiction - Un mondo sommerso (Pacifiction - Tourment sur les îles), regia di Albert Serra
  - La vita è una danza (En corps), regia di Cédric Klapisch
- 2024: Anatomia di una caduta (Anatomie d'une chute), regia di Justine Triet
  - The Animal Kingdom (Le Règne animal), regia di Thomas Cailley
  - Il caso Goldman (Le Procès Goldman), regia di Cédric Kahn
  - Chien de la casse, regia di Jean-Baptiste Durand
  - Je verrai toujours vos visages, regia di Jeanne Herry
- 2025: Emilia Pérez, regia di Jacques Audiard
  - Il conte di Montecristo (Le Comte de Monte-Cristo), regia di Matthieu Delaporte e Alexandre de La Patellière
  - L'orchestra stonata (En fanfare), regia di Emmanuel Courcol
  - La storia di Souleymane (L'Histoire de Souleymane), regia di Boris Lojkine
  - L'uomo nel bosco (Miséricorde), regia di Alain Guiraudie